# 피터 아우터브리지
피터 아우터브리지(Peter Outerbridge, 1966년 6월 30일 ~ )는 캐나다의 배우이다.

## 출연 작품

### 영화
- 파리, 프랑스 (1993)
- 쿨 러닝 (1993)
- 키스드 (1996)
- 베터 댄 초콜릿 (1999)
- 미션 투 마스 (2000)
- 콜드 크릭 (2003)
- 랜드 오브 데드 (2005)
- 인구수 436 (2006)
- Intimate Stranger (2006) - 데니스 티그 역
- 럭키 넘버 슬레븐 (2006) - 덤브라우스키 역
- 쏘우: 여섯 번의 기회 (2009)
- 사일런트 힐: 레벨레이션 (2012)
- 악령 (2013)
- 이스케이프 런 (2016)
- 레벨 16 (2018) - 닥터 미로 역
- 작은 거인들 (2018, Giant Little Ones)- 닉 역
- 코드 8 (2019) - 웨슬리 컴보 역

### 텔레비전
- 밀레니엄 (1998-99)
- 대지진 10.5 2 (2006)
- 니키타 (2010-13)
- 오펀 블랙 (2014)
- 머독 미스터리 (2015)
- 배트우먼 (2021)